# Кубок світу з біатлону 2013—2014, змішана естафета
Залік змішаних естафет у рамках Кубку світу з біатлону сезону 2013—14 мав складатися з двох гонок, перша з яких відбулася 24 листопада 2013 року на першому етапі в Естерсунді, друга ж мала відбутися на сьомому етапі в Контіолагті. Однак через складнощі з погодою на попередніх етапах, змішана естафета була скасована і замінена на спринтерські гонки, тому залік сезону був сформований на основі результатів однієї гонки.

## Формат
Від кожної команди у змішаній естафеті беруть участь по чотири біатлоністи: по дві жінки та два чоловіки. Жінки змагаються на перших двох етапах, чоловіки — на двох останніх. На кожному етапі спортсмени долають по три кола. Загальна дистанція для жінок коротша, ніж для чоловіків, і становить 6 км, тоді як для чоловіків — 7,5 км.
На кожному етапі спортсмени долають по два вогневі рубежі: перша стрільба виконується в положенні лежачи, друга — в положенні стоячи. На кожні стрільбі необхідно закрити по 5 мішеней. В разі промаху кожен біатлоніст має в запасі по 3 додаткові патрони, які треба заряджати вручну (для 5 мішеней патрони заряджені в магазині). За кожну нерозбиту мішень спортсмен карається штрафним колом завдовжки 150 метрів.
Починаючи з сезону 2011—2012 за результати показані у змішаній естафеті нараховуються бали, що йдуть до заліку кубку націй. Очки діляться навпіл для жіночого та чоловічого заліків.

## Переможці та призери етапів
| Гонка:                  | Золото:                                                                | Час                                                       | Срібло:                                                                   | Час                                                       | Бронза:                                                                | Час                                                       |
| Естерсунд Протокол      | Чехія Вероніка Віткова Габріела Соукалова Зденек Вітек Ондрей Моравець | 1:17:05.6 (0+1) (0+1) (0+1) (0+0) (0+0) (0+2) (0+2) (0+1) | Норвегія Тура Бергер Сіннове Солемдаль Ветле Шостад Крістіансен Тар'єй Бо | 1:17:15.8 (1+3) (0+0) (0+3) (0+2) (0+1) (0+0) (0+1) (0+2) | Україна Олена Підгрушна Валя Семеренко Сергій Семенов Андрій Дериземля | 1:18:16.8 (0+2) (0+3) (0+2) (0+1) (0+0) (0+0) (0+1) (0+3) |
| Контіолахті [ Протокол] |                                                                        |                                                           |                                                                           |                                                           |                                                                        |                                                           |

## Нарахування очок
| Місце | 1  | 2  | 3  | 4  | 5  | 6  | 7  | 8  | 9  | 10 | 11 | 12 | 13 | 14 | 15 | 16 | 17 | 18 | 19 | 20 | 21 | 22 | 23 | 24 | 25 | 26 | 27 | 28 | 29 | 30 | 31 | 32 | 33 | 34 | 35 | 36 | 37 | 38 | 39 | 40 |
| ----- | -- | -- | -- | -- | -- | -- | -- | -- | -- | -- | -- | -- | -- | -- | -- | -- | -- | -- | -- | -- | -- | -- | -- | -- | -- | -- | -- | -- | -- | -- | -- | -- | -- | -- | -- | -- | -- | -- | -- | -- |
| Очки  | 60 | 54 | 48 | 43 | 40 | 38 | 36 | 34 | 32 | 31 | 30 | 29 | 28 | 27 | 26 | 25 | 24 | 23 | 22 | 21 | 20 | 19 | 18 | 17 | 16 | 15 | 14 | 13 | 12 | 11 | 10 | 9  | 8  | 7  | 6  | 5  | 4  | 3  | 2  | 1  |

## Таблиця
| #  | Країна         | ЕСТ | КН | Разом |
| -- | -------------- | --- | -- | ----- |
| 1  | Чехія          | 60  |    | 60    |
| 2  | Норвегія       | 54  |    | 54    |
| 3  | Україна        | 48  |    | 48    |
| 4  | Італія         | 43  |    | 43    |
| 5  | Франція        | 40  |    | 40    |
| 6  | Росія          | 38  |    | 38    |
| 7  | Німеччина      | 36  |    | 36    |
| 8  | Білорусь       | 34  |    | 34    |
| 9  | Словенія       | 32  |    | 32    |
| 10 | Австрія        | 31  |    | 31    |
| 11 | Канада         | 30  |    | 30    |
| 12 | США            | 29  |    | 29    |
| 13 | Швеція         | 28  |    | 28    |
| 14 | Словаччина     | 27  |    | 27    |
| 15 | Литва          | 26  |    | 26    |
| 16 | Фінляндія      | 25  |    | 25    |
| 17 | Швейцарія      | 24  |    | 24    |
| 18 | Румунія        | 23  |    | 23    |
| 19 | Японія         | 22  |    | 22    |
| 20 | Польща         | 21  |    | 21    |
| 21 | Болгарія       | 20  |    | 20    |
| 22 | Казахстан      | 19  |    | 19    |
| 23 | Естонія        | 18  |    | 18    |
| 24 | Латвія         | 17  |    | 17    |
| 25 | КНР            | 16  |    | 16    |
| 26 | Південна Корея | 15  |    | 15    |

## Результати української естафети
| Гонка              | Результат | Склад команди                                                          | Програш і стрільба                                      |
| ------------------ | --------- | ---------------------------------------------------------------------- | ------------------------------------------------------- |
| Естерсунд Протокол | 3         | Україна Олена Підгрушна Валя Семеренко Сергій Семенов Андрій Дериземля | +1:11.2 (0+2) (0+3) (0+2) (0+1) (0+0) (0+0) (0+1) (0+3) |